# Campeonato da Europa de Corta-Mato de 1994
O 1º Campeonato da Europa de Corta-Mato de 1994 foi realizado em Alnwick, na Inglaterra, em 10 de dezembro de 1994. Paulo Guerra de Portugal levou o título na competição masculina e Catherina McKiernan da Irlanda venceu a corrida feminina.

## Resultados
Esses foram os resultados da prova.

### Masculino individual 9.5 km
| Posição           | Atleta             | Tempo |
| ----------------- | ------------------ | ----- |
| Medalha de ouro   | Paulo Guerra       | 27:43 |
| Medalha de prata  | Domingos Castro    | 27:59 |
| Medalha de bronze | Antonio Serrano    | 28:03 |
| 4.                | José Carlos Adán   | 28:06 |
| 5.                | Abdellah Béhar     | 28:08 |
| 6.                | Luca Barzaghi      | 28:10 |
| 7.                | José Manuel García | 28:11 |
| 8.                | António Pinto      | 28:12 |
| 9.                | Alberto Maravilha  | 28:13 |
| 10.               | Mustapha Essaïd    | 28:19 |

Um total de 103 competidores participaram da prova.

### Masculino por equipes
| Posição           | Equipe                                                                              | Pontos          |
| ----------------- | ----------------------------------------------------------------------------------- | --------------- |
| Medalha de ouro   | Portugal · Paulo Guerra · Domingos Castro · António Pinto · Alberto Maravilha       | 20 1 2 8 9      |
| Medalha de prata  | Espanha · Antonio Serrano · José Carlos Adán · José Manuel García · Alejandro Gómez | 27 3 4 7 13     |
| Medalha de bronze | França · Abdellah Béhar · Mustapha Essaïd · Mohamed Ezzher · Bertrand Frechard      | 50 5 10 17 18   |
| 4.                | Reino Unido · Andrew Pearson · Barry Royden · Richard Nerurkar · Dave Lewis         | 77 11 14 25 27  |
| 5.                | Itália · Luca Barzaghi · Vincenzo Modica · Eugenio Frangi · Paolo Donati            | 84 6 24 26 28   |
| 6.                | Países Baixos · Marco Gielson · Greg Van Hest · Kamiel Maase · Marcel Laros         | 132 21 31 34 46 |
| 7.                | Rússia                                                                              | 146             |
| 8.                | Irlanda                                                                             | 152             |

Um total de 21 equipes participaram da competição.

### Feminino individual 4.5 km
| Posição           | Atleta                   | Tempo |
| ----------------- | ------------------------ | ----- |
| Medalha de ouro   | Catherina McKiernan      | 14:29 |
| Medalha de prata  | Julia Vaquero            | 14:30 |
| Medalha de bronze | Elena Fidatov            | 14:43 |
| 4.                | Alla Zhilyaeva           | 14:45 |
| 5.                | Maria Rebelo             | 14:46 |
| 6.                | Fernanda Ribeiro         | 14:47 |
| 7.                | Mariana Chirila-Stanoscu | 14:48 |
| 8.                | Lieve Slegers            | 14:49 |
| 9.                | Blandine Bitzner-Ducret  | 14:50 |
| 10.               | Tamara Koba              | 14:51 |

Um total de 77 competidoras participaram da prova

### Feminino por equipes
| Posição           | Equipe                                                                | Pontos      |
| ----------------- | --------------------------------------------------------------------- | ----------- |
| Medalha de ouro   | Roménia · Elena Fidatov · Mariana Chirila-Stanoscu · Margareta Keszeg | 26 3 7 16   |
| Medalha de prata  | França · Maria Rebelo · Blandine Bitzner-Ducret · Farida Fates        | 28 5 9 14   |
| Medalha de bronze | Portugal · Fernanda Ribeiro · Carla Sacramento · Ana Dias             | 29 6 11 12  |
| 4.                | Espanha · Julia Vaquero · Rocio Rios · Carmen Fuentes                 | 45 2 21 22  |
| 5.                | Itália · Flavia Gaviglio · Maria Curatolo · Nives Curti               | 62 13 19 30 |
| 6.                | Bélgica · Lieve Slegers · Veronique Collard · Marleen Renders         | 64 8 18 38  |
| 7.                | Rússia                                                                | 73          |
| 8.                | Irlanda                                                               | 75          |

Um total de 17 equipes participaram da competição.